# 川崎医科大学総合医療センター

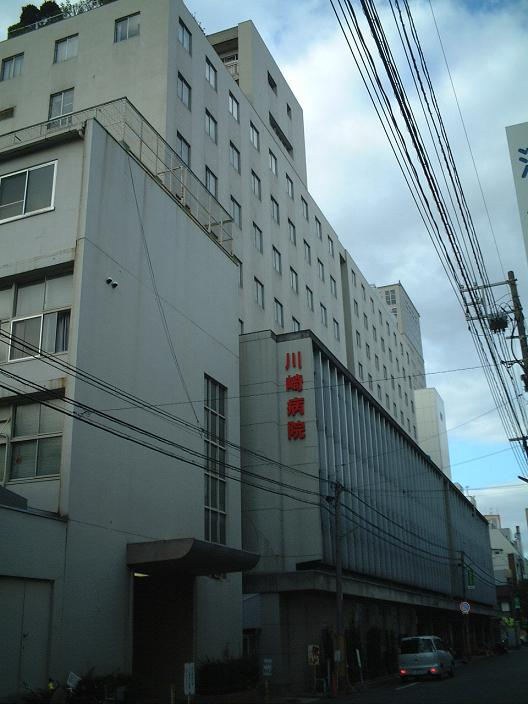
旧・川崎医科大学附属川崎病院

川崎医科大学総合医療センター（かわさきいかだいがくそうごういりょうセンター）は、岡山県岡山市北区中山下の民間病院。旧名称は川崎医科大学附属川崎病院で、隣市である同県倉敷市に同系列の川崎医科大学附属病院が存在しており「川崎医大附属」に類する名称を用いた場合は同病院と混用される事が多かったため、大学附属である事を伏して単に川崎病院（かわさきびょういん）と通称されていた。
学校法人川崎学園の設立母体となった病院であり、長らく財団法人川崎医学振興財団（旧・財団法人川崎病院）が運営してきたが、2011年における傘下関連法人の改組に伴う解散にともない、4月1日より学校法人川崎学園の運営となった。

## 沿革
1938年（昭和13年）2月22日に川﨑祐宣が開設した「外科昭和病院」が前身である。翌1939年（昭和14年）に移転し「外科川﨑病院」となった。1945年（昭和20年）6月29日の岡山大空襲で全焼したが、8月15日に再開。1950年（昭和25年）に財団法人川崎病院を設立。1957年（昭和32年）には財団法人旭川荘（現在の社会福祉法人旭川荘）を設立。1960年（昭和35年）に後の西館を落成し総合病院となった（470床）。1966年（昭和41年）に東館・北館を竣工（800床）。1970年（昭和45年）に現在の倉敷市松島に川崎医科大学を開設。翌1971年（昭和46年）に「川崎医科大学附属川崎病院」となった。2003年（平成15年）には電子カルテ化・電子レセプト化した。スポーツ整形外科のようなユニークな診療も行なっている。
40年以上経過した病院建物の老朽化に伴い、2013年（平成25年）12月から岡山市北区中山下地内の岡山中央南（旧深柢）小学校跡地にて新病院の建設工事に着手し、2016年（平成28年）8月31日に竣工、12月1日に移転し、現在の名称である「川崎医科大学総合医療センター」（647床）となった。また、旧病院跡地は川崎医療短期大学（2022年に倉敷市松島から移転）および川崎医科大学高齢者医療センター（2023年開設予定）となった。
なお、川崎医科大学は附属病院ではなく総合医療センター付けの教授の役職を新設した。また、川崎医科大学の附属病院としての機能が強化された。

## 診療科
- 総合診療科
- 救急医科
- 内科
- 外科
- 整形外科
- 小児科
- 心療科
- 耳鼻咽喉科
- 眼科
- 泌尿器科
- 形成外科
- 皮膚科
- 産婦人科
- 脳神経外科
- 脳卒中科
- リハビリテーション科
- 放射線科
- 麻酔・集中治療科
- 総合健診センター
- 中央検査科
- 病理科
- 歯科

## 交通アクセス
総合医療センターがある中山下は岡山市の中心部であり、NTT岡山支店、岡山中央郵便局、クレド岡山などがある。
もちろん、交通の便にも恵まれており、天満屋バスセンター、宇野バス表町バスセンター、岡山電気軌道清輝橋線田町電停から歩いて数分の距離にある。また自家用車で来る患者のために地下2階に外来駐車場があり、最初の3時間は無料となっている。